# Tourenwagen-Weltcup 2020
Der Tourenwagen-Weltcup 2020 (offiziell FIA World Touring Car Cup 2020, kurz WTCR) war die dritte Saison des Tourenwagen-Weltcups (WTCR) seit dem Beginn der Serie 2018.

## Teams und Fahrer
| Team                                      | Fahrzeug                        | Nr. | Fahrer                 | Wertung | Rennwochenende |
| ----------------------------------------- | ------------------------------- | --- | ---------------------- | ------- | -------------- |
| BRC Hyundai N LUKOIL Squadra Corse        | Hyundai i30 N TCR               | 001 | Norbert Michelisz      |         | 1–             |
| BRC Hyundai N LUKOIL Squadra Corse        | Hyundai i30 N TCR               | 030 | Gabriele Tarquini      |         | 1–             |
| Engstler Hyundai N Liqui Moly Racing Team | Hyundai i30 N TCR               | 008 | Luca Engstler          | R       | 1–             |
| Engstler Hyundai N Liqui Moly Racing Team | Hyundai i30 N TCR               | 088 | Nicky Catsburg         |         | 1–             |
| ALL-INKL.DE Münnich Motorsport            | Honda Civic Type R TCR (FK8)    | 009 | Attila Tassi           |         | 1–             |
| ALL-INKL.DE Münnich Motorsport            | Honda Civic Type R TCR (FK8)    | 018 | Tiago Monteiro         |         | 1–             |
| ALL-INKL.COM Münnich Motorsport           | Honda Civic Type R TCR (FK8)    | 029 | Nestor Girolami        |         | 1–             |
| ALL-INKL.COM Münnich Motorsport           | Honda Civic Type R TCR (FK8)    | 086 | Esteban Guerrieri      |         | 1–             |
| Cyan Performance Lynk & Co                | Lynk & Co 03 TCR                | 011 | Thed Björk             |         | 1–             |
| Cyan Performance Lynk & Co                | Lynk & Co 03 TCR                | 012 | Santiago Urrutia       |         | 1–             |
| Cyan Racing Lynk & Co                     | Lynk & Co 03 TCR                | 068 | Yann Ehrlacher         |         | 1–             |
| Cyan Racing Lynk & Co                     | Lynk & Co 03 TCR                | 100 | Yvan Muller            |         | 1–             |
| Comtoyou Racing                           | Audi RS 3 LMS TCR               | 016 | Gilles Magnus          | R T     | 1–             |
| Comtoyou DHL Team Audi Sport              | Audi RS 3 LMS TCR               | 017 | Nathanaël Berthon      | T       | 1–             |
| Comtoyou DHL Team Audi Sport              | Audi RS 3 LMS TCR               | 031 | Tom Coronel            | T       | 1–             |
| Vuković Motorsport                        | Renault Mégane RS TCR           | 007 | Jack Young             | R T     | 1–             |
| Vuković Motorsport                        | Renault Mégane RS TCR           | 033 | Dylan O’Keeffe         |         | 1              |
| Zengő Motorsport                          | CUPRA Leon Competición TCR      | 055 | Bence Boldizs          | R T     | 1–             |
| Zengő Motorsport                          | CUPRA Leon Competición TCR      | 096 | Mikel Azcona           |         | 1–             |
| Zengő Motorsport                          | CUPRA Leon Competición TCR      | 099 | Gábor Kismarty-Lechner | T       | 1–             |
| Team Mulsanne                             | Alfa Romeo Giulietta Veloce TCR | 069 | Jean-Karl Vernay       | T       | 1–             |
| Team Mulsanne                             | Alfa Romeo Giulietta Veloce TCR | 025 | Luca Filippi           |         | 1              |

_ Wildcardfahrer
| Symbol | Fahrer-Wertung |
| ------ | -------------- |
| R      | Rookie         |
| T      | WTCR Trophy    |

## Rennkalender
Der aufgrund der COVID-19-Pandemie überarbeitete Rennkalender wurde am 28. Mai 2020 bekannt gegeben und umfasst sechs Veranstaltungen, wobei bei den ersten beiden Veranstaltungen lediglich zwei anstelle der üblichen drei Rennen stattfinden. Die zunächst geplanten Veranstaltungen in Inje, Macau, Ningbo, Salzburg, Sepang und Vila Real wurden im überarbeiteten Rennkalender schließlich nicht berücksichtigt. Im Vergleich zum Vorjahr gibt es bei den Veranstaltungsorten einige Veränderungen. So finden 2020 keine Veranstaltungen in Macau, Marrakesch, Ningbo, Sepang, Suzuka, Vila Real und Zandvoort statt. Neu im Kalender sind hingegen die Veranstaltungen in Alcañiz und Zolder.
| Nr. | Nr. | Datum         | Rennname / Ort                    | Sieger            | Zweiter           | Dritter           |
| --- | --- | ------------- | --------------------------------- | ----------------- | ----------------- | ----------------- |
| 01  | 01  | 12. September | Race of Belgium (Zolder)          | Nestor Girolami   | Thed Björk        | Attila Tassi      |
| 01  | 02  | 13. September | Race of Belgium (Zolder)          | Yann Ehrlacher    | Yvan Muller       | Santiago Urrutia  |
| 02  | 03  | 24. September | Race of Germany (Nürburg)         | Esteban Guerrieri | Yvan Muller       | Yann Ehrlacher    |
| 02  | 04  | 25. September | Race of Germany (Nürburg)         | Yann Ehrlacher    | Thed Björk        | Attila Tassi      |
| 03  | 05  | 10. Oktober   | Race of Slovakia (Orechová Potôň) | Nathanaël Berthon | Gabriele Tarquini | Jean-Karl Vernay  |
| 03  | 06  | 11. Oktober   | Race of Slovakia (Orechová Potôň) | Tom Coronel       | Gilles Magnus     | Esteban Guerrieri |
| 03  | 07  | 11. Oktober   | Race of Slovakia (Orechová Potôň) | Nicky Catsburg    | Nathanaël Berthon | Gilles Magnus     |
| 04  | 08  | 17. Oktober   | Race of Hungary (Mogyoród)        | Esteban Guerrieri | Yann Ehrlacher    | Nestor Girolami   |
| 04  | 09  | 18. Oktober   | Race of Hungary (Mogyoród)        | Yann Ehrlacher    | Yvan Muller       | Jean-Karl Vernay  |
| 04  | 10  | 18. Oktober   | Race of Hungary (Mogyoród)        | Esteban Guerrieri | Tiago Monteiro    | Nestor Girolami   |
| 05  | 11  | 31. Oktober   | Race of Spain (Alcañiz)           | Jean-Karl Vernay  | Santiago Urrutia  | Gilles Magnus     |
| 05  | 12  | 1. November   | Race of Spain (Alcañiz)           | Mikel Azcona      | Yvan Muller       | Santiago Urrutia  |
| 05  | 13  | 1. November   | Race of Spain (Alcañiz)           | Thed Björk        | Santiago Urrutia  | Gabriele Tarquini |
| 06  | 14  | 14. November  | Race of Aragón (Alcañiz)          | Esteban Guerrieri | Nestor Girolami   | Gilles Magnus     |
| 06  | 15  | 15. November  | Race of Aragón (Alcañiz)          | Yvan Muller       | Jean-Karl Vernay  | Mikel Azcona      |
| 06  | 16  | 15. November  | Race of Aragón (Alcañiz)          | Santiago Urrutia  | Yann Ehrlacher    | Jean-Karl Vernay  |

## Wertungen
Weltmeister wird derjenige Fahrer, der bis zum Saisonende die meisten Punkte in der Fahrerwertung sammelt. Bei der Punkteverteilung für die Fahrerwertung werden die Platzierungen im Gesamtergebnis des jeweiligen Rennens berücksichtigt. Wildcardfahrer sind nicht punktberechtigt. Schlechter platzierte Fahrer rücken bei der Punktevergabe auf. Die fünfzehn bestplatzierten Fahrer jedes Rennens erhalten Punkte nach folgendem Schema:
| Punkteverteilung | Punkteverteilung | Punkteverteilung | Punkteverteilung | Punkteverteilung | Punkteverteilung | Punkteverteilung | Punkteverteilung | Punkteverteilung | Punkteverteilung | Punkteverteilung | Punkteverteilung | Punkteverteilung | Punkteverteilung | Punkteverteilung | Punkteverteilung |
| ---------------- | ---------------- | ---------------- | ---------------- | ---------------- | ---------------- | ---------------- | ---------------- | ---------------- | ---------------- | ---------------- | ---------------- | ---------------- | ---------------- | ---------------- | ---------------- |
| Platz            | 1                | 2                | 3                | 4                | 5                | 6                | 7                | 8                | 9                | 10               | 11               | 12               | 13               | 14               | 15               |
| Punkte           | 25               | 20               | 16               | 13               | 11               | 10               | 9                | 8                | 7                | 6                | 5                | 4                | 3                | 2                | 1                |

Zusätzlich erhalten die ersten fünf Piloten der Qualifyings Q1 und Q3 Punkte:
| Punkteverteilung | Punkteverteilung | Punkteverteilung | Punkteverteilung | Punkteverteilung | Punkteverteilung |
| ---------------- | ---------------- | ---------------- | ---------------- | ---------------- | ---------------- |
| Platz            | 1                | 2                | 3                | 4                | 5                |
| Punkte           | 5                | 4                | 3                | 2                | 1                |

### Fahrerwertung
| Pos.                                                     | Fahrer              | BEL | BEL | DEU | DEU | SVK | SVK | SVK | HUN | HUN | HUN | ESP | ESP | ESP | ARA | ARA | ARA | Punkte |
| Pos.                                                     | Fahrer              | R1  | R2  | R1  | R2  | R1  | R2  | R3  | R1  | R2  | R3  | R1  | R2  | R3  | R1  | R2  | R3  | Punkte |
| -------------------------------------------------------- | ------------------- | --- | --- | --- | --- | --- | --- | --- | --- | --- | --- | --- | --- | --- | --- | --- | --- | ------ |
| 01                                                       | Y. Ehrlacher        | 71  | 12  | 3   | 12  | 9   | 7   | 11  | 23  | 1   | 8   | 11  | 6   | 12  | 65  | 6   | 2   | 234    |
| 02                                                       | Y. Muller           | 84  | 25  | 2   | 7   | 14  | 8   | 13  | 4   | 2   | 9   | 7   | 2   | 14  | 74  | 1   | 4   | 195    |
| 03                                                       | N. Girolami         | 1   | 5   |     |     |     |     |     |     |     |     |     |     |     |     |     |     | 31     |
| 04                                                       | S. Urrutia          | 6   | 34  |     |     |     |     |     |     |     |     |     |     |     |     |     |     | 28     |
| 05                                                       | G. Magnus           | 103 | 43  |     |     |     |     |     |     |     |     |     |     |     |     |     |     | 25     |
| 06                                                       | T. Björk            | 2   | DNF |     |     |     |     |     |     |     |     |     |     |     |     |     |     | 24     |
| 07                                                       | T. Coronel          | 45  | 6   |     |     |     |     |     |     |     |     |     |     |     |     |     |     | 24     |
| 08                                                       | J. Vernay           | 5   | 7   |     |     |     |     |     |     |     |     |     |     |     |     |     |     | 20     |
| 09                                                       | A. Tassi            | 3   | 20  |     |     |     |     |     |     |     |     |     |     |     |     |     |     | 16     |
| 10                                                       | N. Berthon          | 9   | 141 |     |     |     |     |     |     |     |     |     |     |     |     |     |     | 15     |
| 11                                                       | N. Michelisz        | 11  | 8   |     |     |     |     |     |     |     |     |     |     |     |     |     |     | 13     |
| 12                                                       | N. Catsburg         | 14  | 9   |     |     |     |     |     |     |     |     |     |     |     |     |     |     | 10     |
| 13                                                       | L. Engstler         | 12  | 10  |     |     |     |     |     |     |     |     |     |     |     |     |     |     | 10     |
| 14                                                       | M. Azcona           | 16  | 11  |     |     |     |     |     |     |     |     |     |     |     |     |     |     | 6      |
| 15                                                       | E. Guerrieri        | DNF | 13  |     |     |     |     |     |     |     |     |     |     |     |     |     |     | 4      |
| 16                                                       | G. Tarquini         | 15  | 15  |     |     |     |     |     |     |     |     |     |     |     |     |     |     | 4      |
| 17                                                       | B. Boldizs          | 17  | 17  |     |     |     |     |     |     |     |     |     |     |     |     |     |     | 1      |
| 18                                                       | G. Kismarty-Lechner | 19  | 18  |     |     |     |     |     |     |     |     |     |     |     |     |     |     | 0      |
| 19                                                       | T. Monteiro         | DNF | 19  |     |     |     |     |     |     |     |     |     |     |     |     |     |     | 0      |
| 20                                                       | J. Young            | DNF | DNF |     |     |     |     |     |     |     |     |     |     |     |     |     |     | 0      |
| Wildcardfahrer nicht in der Fahrerwertung berücksichtigt |                     |     |     |     |     |     |     |     |     |     |     |     |     |     |     |     |     |        |
|                                                          | D. O’Keeffe         | 13  | 12  |     |     |     |     |     |     |     |     |     |     |     |     |     |     | —      |
|                                                          | L. Filippi          | 18  | 16  |     |     |     |     |     |     |     |     |     |     |     |     |     |     | —      |
| Pos.                                                     | Fahrer              | R1  | R2  | R1  | R2  | R1  | R2  | R3  | R1  | R2  | R3  | R1  | R2  | R3  | R1  | R2  | R3  | Punkte |
| Pos.                                                     | Fahrer              | BEL | BEL | DEU | DEU | SVK | SVK | SVK | HUN | HUN | HUN | ESP | ESP | ESP | ARA | ARA | ARA | Punkte |

| Legende  | Legende            | Legende                                                          |
| Farbe    | Abkürzung          | Bedeutung                                                        |
| -------- | ------------------ | ---------------------------------------------------------------- |
| Gold     | –                  | Sieg                                                             |
| Silber   | –                  | 2. Platz                                                         |
| Bronze   | –                  | 3. Platz                                                         |
| Grün     | –                  | Platzierung in den Punkten                                       |
| Blau     | –                  | Klassifiziert außerhalb der Punkteränge                          |
| Violett  | DNF                | Rennen nicht beendet (did not finish)                            |
| Violett  | NC                 | nicht klassifiziert (not classified)                             |
| Rot      | DNQ                | nicht qualifiziert (did not qualify)                             |
| Rot      | DNPQ               | in Vorqualifikation gescheitert (did not pre-qualify)            |
| Schwarz  | DSQ                | disqualifiziert (disqualified)                                   |
| Weiß     | DNS                | nicht am Start (did not start)                                   |
| Weiß     | WD                 | zurückgezogen (withdrawn)                                        |
| Hellblau | PO                 | nur am Training teilgenommen (practiced only)                    |
| Hellblau | TD                 | Freitags-Testfahrer (test driver)                                |
| ohne     | DNP                | nicht am Training teilgenommen (did not practice)                |
| ohne     | INJ                | verletzt oder krank (injured)                                    |
| ohne     | EX                 | ausgeschlossen (excluded)                                        |
| ohne     | DNA                | nicht erschienen (did not arrive)                                |
| ohne     | C                  | Rennen abgesagt (cancelled)                                      |
| ohne     | keine WM-Teilnahme |                                                                  |
| sonstige | P/fett             | Pole-Position                                                    |
| sonstige | 1/2/3/4/5/6/7/8    | Punktplatzierung im Sprint-/Qualifikationsrennen                 |
| sonstige | SR/kursiv          | Schnellste Rennrunde                                             |
| sonstige | *                  | nicht im Ziel, aufgrund der zurückgelegten Distanz aber gewertet |
| sonstige | ()                 | Streichresultate                                                 |
| sonstige | unterstrichen      | Führender in der Gesamtwertung                                   |

- 1 – 5 Punkte für schnellste Qualifikationsrunde
- 2 – 4 Punkte für zweitschnellste Qualifikationsrunde
- 3 – 3 Punkte für drittschnellste Qualifikationsrunde
- 4 – 2 Punkte für viertschnellste Qualifikationsrunde
- 5 – 1 Punkt für fünftschnellste Qualifikationsrunde

### Rookiewertung
| Pos. | Fahrer      | BEL | BEL | DEU | DEU | SVK | SVK | SVK | HUN | HUN | HUN | ESP | ESP | ESP | ARA | ARA | ARA | Punkte |
| Pos. | Fahrer      | R1  | R2  | R1  | R2  | R1  | R2  | R3  | R1  | R2  | R3  | R1  | R2  | R3  | R1  | R2  | R3  | Punkte |
| ---- | ----------- | --- | --- | --- | --- | --- | --- | --- | --- | --- | --- | --- | --- | --- | --- | --- | --- | ------ |
| 1    | G. Magnus   | 103 | 43  |     |     |     |     |     |     |     |     |     |     |     |     |     |     | 25     |
| 2    | L. Engstler | 12  | 10  |     |     |     |     |     |     |     |     |     |     |     |     |     |     | 10     |
| 3    | B. Boldizs  | 17  | 17  |     |     |     |     |     |     |     |     |     |     |     |     |     |     | 1      |
| 4    | J. Young    | DNF | DNF |     |     |     |     |     |     |     |     |     |     |     |     |     |     | 0      |
| Pos. | Fahrer      | R1  | R2  | R1  | R2  | R1  | R2  | R3  | R1  | R2  | R3  | R1  | R2  | R3  | R1  | R2  | R3  | Punkte |
| Pos. | Fahrer      | BEL | BEL | DEU | DEU | SVK | SVK | SVK | HUN | HUN | HUN | ESP | ESP | ESP | ARA | ARA | ARA | Punkte |

### Teamwertung
In die Teamwertung fließen bei jedem Team die Ergebnisse von zwei Fahrern ein. Bei Teams mit drei Fahrzeugen können Rookiefahrer keine Punkte beisteuern.
| Pos.                                           | Team                                      | Nr. | BEL | BEL | DEU | DEU | SVK | SVK | SVK | HUN | HUN | HUN | ESP | ESP | ESP | ARA | ARA | ARA | Punkte |
| Pos.                                           | Team                                      | Nr. | R1  | R2  | R1  | R2  | R1  | R2  | R3  | R1  | R2  | R3  | R1  | R2  | R3  | R1  | R2  | R3  | Punkte |
| ---------------------------------------------- | ----------------------------------------- | --- | --- | --- | --- | --- | --- | --- | --- | --- | --- | --- | --- | --- | --- | --- | --- | --- | ------ |
| 1                                              | Cyan Racing Lynk & Co                     | 068 | 71  | 12  |     |     |     |     |     |     |     |     |     |     |     |     |     |     | 74     |
| 1                                              | Cyan Racing Lynk & Co                     | 100 | 84  | 25  |     |     |     |     |     |     |     |     |     |     |     |     |     |     | 74     |
| 2                                              | Cyan Performance Lynk & Co                | 011 | 2   | DNF |     |     |     |     |     |     |     |     |     |     |     |     |     |     | 52     |
| 2                                              | Cyan Performance Lynk & Co                | 012 | 6   | 34  |     |     |     |     |     |     |     |     |     |     |     |     |     |     | 52     |
| 3                                              | ALL-INKL.COM Münnich Motorsport           | 029 | 1   | 5   |     |     |     |     |     |     |     |     |     |     |     |     |     |     | 40     |
| 3                                              | ALL-INKL.COM Münnich Motorsport           | 086 | DNF | 13  |     |     |     |     |     |     |     |     |     |     |     |     |     |     | 40     |
| 4                                              | Comtoyou DHL Team Audi Sport              | 017 | 9   | 141 |     |     |     |     |     |     |     |     |     |     |     |     |     |     | 39     |
| 4                                              | Comtoyou DHL Team Audi Sport              | 031 | 45  | 6   |     |     |     |     |     |     |     |     |     |     |     |     |     |     | 39     |
| 5                                              | Engstler Hyundai N Liqui Moly Racing Team | 008 | 12  | 10  |     |     |     |     |     |     |     |     |     |     |     |     |     |     | 20     |
| 5                                              | Engstler Hyundai N Liqui Moly Racing Team | 088 | 14  | 9   |     |     |     |     |     |     |     |     |     |     |     |     |     |     | 20     |
| 6                                              | BRC Hyundai N LUKOIL Squadra Corse        | 001 | 11  | 8   |     |     |     |     |     |     |     |     |     |     |     |     |     |     | 17     |
| 6                                              | BRC Hyundai N LUKOIL Squadra Corse        | 030 | 15  | 15  |     |     |     |     |     |     |     |     |     |     |     |     |     |     | 17     |
| 7                                              | ALL-INKL.DE Münnich Motorsport            | 009 | 3   | 20  |     |     |     |     |     |     |     |     |     |     |     |     |     |     | 16     |
| 7                                              | ALL-INKL.DE Münnich Motorsport            | 018 | DNF | 19  |     |     |     |     |     |     |     |     |     |     |     |     |     |     | 16     |
| 8                                              | Zengő Motorsport                          | 055 | 17  | 17  |     |     |     |     |     |     |     |     |     |     |     |     |     |     | 6      |
| 8                                              | Zengő Motorsport                          | 096 | 16  | 11  |     |     |     |     |     |     |     |     |     |     |     |     |     |     | 6      |
| 8                                              | Zengő Motorsport                          | 099 | 19  | 18  |     |     |     |     |     |     |     |     |     |     |     |     |     |     | 6      |
| nicht in der Teamwertung berücksichtigte Teams |                                           |     |     |     |     |     |     |     |     |     |     |     |     |     |     |     |     |     |        |
|                                                | Comtoyou Racing                           | 016 | 103 | 43  |     |     |     |     |     |     |     |     |     |     |     |     |     |     | —      |
|                                                | Team Mulsanne                             | 025 | 18  | 16  |     |     |     |     |     |     |     |     |     |     |     |     |     |     | —      |
| 069                                            | Team Mulsanne                             | 5   | 7   |     |     |     |     |     |     |     |     |     |     |     |     |     |     |     | —      |
|                                                | Vuković Motorsport                        | 007 | DNF | DNF |     |     |     |     |     |     |     |     |     |     |     |     |     |     | —      |
| 033                                            | Vuković Motorsport                        | 13  | 12  |     |     |     |     |     |     |     |     |     |     |     |     |     |     |     | —      |
| Pos.                                           | Team                                      | Nr. | R1  | R2  | R1  | R2  | R1  | R2  | R3  | R1  | R2  | R3  | R1  | R2  | R3  | R1  | R2  | R3  | Punkte |
| Pos.                                           | Team                                      | Nr. | BEL | BEL | DEU | DEU | SVK | SVK | SVK | HUN | HUN | HUN | ESP | ESP | ESP | ARA | ARA | ARA | Punkte |

### WTCR Trophy
An der WTCR Trophy teilnahmeberechtigt sind Fahrer ohne Werksunterstützung. Die Punkteverteilung sieht wie folgt aus:
| Punkteverteilung | Punkteverteilung | Punkteverteilung | Punkteverteilung | Punkteverteilung | Punkteverteilung | Punkteverteilung | Punkteverteilung | Punkteverteilung |
| ---------------- | ---------------- | ---------------- | ---------------- | ---------------- | ---------------- | ---------------- | ---------------- | ---------------- |
| Platz            | 1                | 2                | 3                | 4                | 5                |                  | SQ               | SR               |
| Punkte           | 10               | 8                | 5                | 3                | 1                | 1                | 1                |                  |

| Pos. | Fahrer              | BEL | BEL | DEU | DEU | SVK | SVK | SVK | HUN | HUN | HUN | ESP | ESP | ESP | ARA | ARA | ARA | Punkte |
| Pos. | Fahrer              | R1  | R2  | R1  | R2  | R1  | R2  | R3  | R1  | R2  | R3  | R1  | R2  | R3  | R1  | R2  | R3  | Punkte |
| ---- | ------------------- | --- | --- | --- | --- | --- | --- | --- | --- | --- | --- | --- | --- | --- | --- | --- | --- | ------ |
| 1    | T. Coronel          | 1SR | 2   |     |     |     |     |     |     |     |     |     |     |     |     |     |     | 19     |
| 2    | G. Magnus           | 4SQ | 1   |     |     |     |     |     |     |     |     |     |     |     |     |     |     | 14     |
| 3    | J. Vernay           | 2   | 3   |     |     |     |     |     |     |     |     |     |     |     |     |     |     | 13     |
| 4    | N. Berthon          | 3   | 4SR |     |     |     |     |     |     |     |     |     |     |     |     |     |     | 9      |
| 5    | B. Boldizs          | 5   | 5   |     |     |     |     |     |     |     |     |     |     |     |     |     |     | 2      |
| 6    | G. Kismarty-Lechner | 6   | 6   |     |     |     |     |     |     |     |     |     |     |     |     |     |     | 0      |
| 7    | J. Young            | DNF | DNF |     |     |     |     |     |     |     |     |     |     |     |     |     |     | 0      |
| Pos. | Fahrer              | R1  | R2  | R1  | R2  | R1  | R2  | R3  | R1  | R2  | R3  | R1  | R2  | R3  | R1  | R2  | R3  | Punkte |
| Pos. | Fahrer              | BEL | BEL | DEU | DEU | SVK | SVK | SVK | HUN | HUN | HUN | ESP | ESP | ESP | ARA | ARA | ARA | Punkte |